# Jesse Engelbrecht
Jesse Engelbrecht (* 5. Januar 1983 in Durban) ist ein ehemaliger südafrikanischer Squashspieler, der zu Beginn seiner Karriere für Simbabwe spielte.

## Karriere
Jesse Engelbrecht wurde in Durban in Südafrika geboren und zog mit seinen Eltern bereits kurz darauf in die Nähe der simbabwischen Hauptstadt Harare. Dort begann er Squash zu spielen und war in seiner Juniorenzeit auf nationaler Ebene sehr erfolgreich. Er lehnte ein Stipendium an der Harvard University ab, um Profispieler zu werden. Nach Abschluss des College verlegte er daher seine Trainingsbasis nach England. Ab 2002 spielte er auf der PSA World Tour, im selben Jahr repräsentierte er Simbabwe bei den Commonwealth Games 2002. Auf der World Tour gewann er im Laufe seiner Karriere einen Titel bei insgesamt fünf Finalteilnahmen. Seine höchste Platzierung in der Weltrangliste erreichte er mit Position 55 im August 2008.
Nachdem die Farm seiner Eltern in Simbabwe Gefahr lief, wie viele andere im Land überfallen und geplündert zu werden, entschieden sich diese 2006 nach Südafrika umzuziehen. Engelbrecht beschloss aus diesem Grund, die südafrikanische Staatsbürgerschaft zu beantragen, die er Ende 2006 schließlich erhielt. Mit der südafrikanischen Nationalmannschaft nahm er 2007 und 2009 an der Weltmeisterschaft teil. 2008 wurde er hinter Stephen Coppinger südafrikanischer Vizemeister. Im Januar 2010 beendete er seine Karriere als Spieler, seitdem ist er als Squashtrainer tätig. Während seiner Laufbahn absolvierte er 17 Einsätze für die Nationalmannschaft Simbabwes sowie 14 Einsätze für Südafrika.

## Erfolge
- Gewonnene PSA-Titel: 1
- Südafrikanischer Vizemeister: 2008